# O-Szynaa
O-Szynaa (ros. О-Шынаа) – wieś w Rosji, w Tuwie, w kożuunie ties-chiemskim. W 2010 liczyła 863 mieszkańców.